# 후이 파트리시우
후이 페드루 두스 산투스 파트리시우(포르투갈어: Rui Pedro dos Santos Patrício, 1988년 2월 15일 ~ )는 포르투갈의 축구 선수로 포지션은 골키퍼이고, 현재 이탈리아 세리에 A의 아탈란타 소속이며, 울버햄프턴 원더러스서는 공격수나 미드필더가 다는 등번호인 11번을 달았다.

## 축구인 경력

### 선수 경력
2001년 스포르팅 CP의 유소년 팀에 스카웃되어 스포르팅과 계약을 체결하였다. 2006년 11월 19일 CS 마리티무를 상대로 프로 무대 데뷔전을 치렀고 PK를 막아내며 팀의 무실점 승리에 기여하였다. 팀의 주전 골키퍼 히카르두가 레알 베티스로 이적한 후인 2007-08 시즌 티아구와 블라디미르 스토이코비치와 주전 골키퍼 자리를 두고 경쟁을 벌이기 시작하였다. 2007-08 시즌 리그 20경기에 출전하였고 맨유와의 경기에 출전한 것을 시작으로 챔피언스리그에도 6경기 출전하였다. 시즌이 종료된 후 인테르와 링크되었으나 이적설에 그쳤다.
2008년 포르투와의 슈퍼컵에서 루초 곤잘레스의 PK를 막아내며 팀의 우승을 이끌었고 팀의 주전 골키퍼로 활약하기 시작하였다.

### 국가대표 경력
2007년 루이스 펠리피 스콜라리 감독에 의해 이탈리아와의 경기를 앞둔 성인 대표팀에 발탁되었으나 경기에 출전하지는 못하였다. 유로 2008 명단에 포함되어 대회에 참가하였으나 역시 경기에 출전하지는 못하였다.
2010년 11월 17일 스페인과의 경기에서 후반전에 교체 투입되며 A매치 데뷔전을 치렀고 에두아르두가 소속 팀에서 주전 경쟁에서 밀려나자 더 많은 기회를 잡기 시작하였다.
유로 2012 5경기에 출전하여 4실점을 기록하였다.

## 경력
- 2007년 FIFA U-20 월드컵 국가대표
- UEFA 유로 2008 국가대표
- UEFA 유로 2012 국가대표
- 2014년 FIFA 월드컵 국가대표
- UEFA 유로 2016 국가대표
- 2018년 FIFA 월드컵 국가대표

## 수상
포르투갈
- UEFA 유럽 축구 선수권 대회 : 4강 (2012) , 우승 (2016)